# Lakodalmas (Ligeti)
Lakodalmas, comúnmente traducido al inglés como Wedding Dance (Danza de boda, en español), es una composición vocal temprana del compositor húngaro György Ligeti. Se completó en 1950, antes de que terminara sus estudios musicales.

## Composición
Ligeti terminó esta composición en 1950, cuando vivía en Hungría. En ese momento, seguía el estilo de Béla Bartók : produjo otras composiciones vocales basadas en la música y los poemas tradicionales húngaros. Esta composición se ha asociado posteriormente con Bujdosó (1946) y Kállai Kettős (1950), formando un conjunto llamado Tres canciones folclóricas húngaras, aunque no existe una relación directa, pues las tres fueron compuestas, concebidas y publicadas por separado. Lakodalmas se compuso durante la era estalinista y las canciones populares húngaras estaban estrictamente restringidas. Posteriormente fue publicada por la editorial de partituras Schott Music.

## Análisis
Esta breve composición está escrita en un solo movimiento y tiene una duración aproximada de un minuto en su interpretación. Es una de las composiciones vocales más cortas de Ligeti. Está compuesta para un coro mixto de SATB sin acompañamiento. Las letras están en húngaro y no se adaptaron a ningún otro idioma. Sin embargo, posteriormente fue traducida al inglés por Laurie Anne McGowan y al alemán por Gyula Hellenbart. La letra es la siguiente:

Menyasszony, vőlegény, de szép mind a kettő

Olyan mind a kettő, mint az aranyvessző
hej, mint az aranyvessző.

Jeges a sudárfa, nehéz vizet merni
Ösmeretlen kislányt nehéz megölelni
hej, nehéz megölelni.

Vetettem ibolyát, várom kikelését
Várom a rózsámnak visszajövetelét
hej, visszajövetelét.

Van széna, van szalma a szénatartóba
megölellek rózsám a pitarajtóba!

haj, a pitarajtóba.

La canción tiene un tempo en el metrónomo constante de ♩ = 140 y se marca Poco meno mosso hacia el final de la composición, donde las corcheas utilizadas a lo largo de la composición se convierten en blancas y la canción se vuelve mucho más estática.

## Grabaciones
- Gyorgy Ligeti Edition Vol 2 - A Cappella Choral Works. Terry Edwards, London Sinfonietta Voices. Sony, 1997.[9]